# Johann Ludwig Ernst von Lyncker
Johann Ludwig Ernst Reichsfreiherr von Lyncker (geb. 28. Juni 1731 in Freie Reichsstadt Augsburg; gest. 19. Januar 1800 in Oppeln, Provinz Schlesien) war ein preußischer Landrat.

## Leben

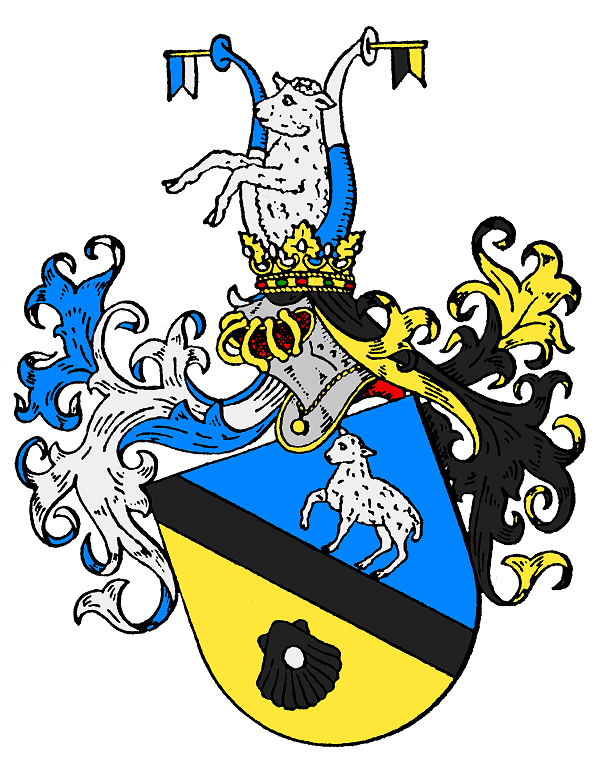
Stammwappen derer von Lyncker

Johann Ludwig Ernst Reichsfreiherr von Lyncker war Angehöriger des hessischen Adelsgeschlechts Lyncker. Er war ein Sohn von Ernst Christian Reichsfreiher von Lyncker (1685–1750), württembergischer Geheimer Legations- und Reichshofrat und dessen Ehefrau (⚭ 2. April 1725 in Wien), Wilhelmine Elisabeth (1706–1773), geb. Freiin von Seckendorff. Johann Ludwig Ernst stand zunächst in württembergischen, dann in brandenburg-kulmbachischen Diensten. Von 1756 bis 1763 diente er als preußischer Offizier. 1765 wurde er Nachfolger von Carl Ludwig von Siegroth als Landrat des Landkreises Oppeln. Das Amt als Landrat übte er bis zum September des Jahres 1797 aus, Nachfolger wurde Friedrich Leonhard Conrad von Tschirschky und Bögendorff.

## Persönliches
Johann Ludwig Ernst Reichsfreiherr von Lyncker hatte acht Geschwister, drei Schwestern und fünf Brüder, darunter Carl Friedrich Ernst von Lyncker (1727–1801). Er saß auf Dammer und war zwei Mal verheiratet. In erster Ehe vermählte er sich im Oktober 1765 mit Sophie Charlotte, geb. Freiin von Prittwitz und Gaffron. In zweiter Ehe war er seit Februar 1781 mit Catharina Juliane († 1800), geb. von Keltsch verheiratet.